# Tournoi des Six Nations 2015
Cet article traite de l'épreuve masculine. Pour la compétition féminine, voir Tournoi des Six Nations féminin 2015.
Pour un article plus général, voir Tournoi des Six Nations.
Navigation
Tournoi 2014 Tournoi 2016
Le Tournoi des Six Nations 2015 a lieu du 6 février au 21 mars 2015. La compétition se déroule comme chaque année avec cinq journées disputées en février et mars. Les journées s'étendent sur huit semaines, avec des pauses avant et après la troisième journée. Chacune des six nations participantes affronte toutes les autres. Les trois équipes qui ont en 2015 l'avantage de jouer un match de plus à domicile que les autres sont l'Angleterre, l’Écosse et l'Italie.

## Villes et stades
| Londres (Angleterre)                  | Saint-Denis (France)              | Édimbourg (Écosse)                    |
| ------------------------------------- | --------------------------------- | ------------------------------------- |
| Stade de Twickenham Capacité : 82 000 | Stade de France Capacité : 81 338 | Murrayfield Stadium Capacité : 67 130 |
| Le Stade de Twickenham à Londres      | La stade France à Saint-Denis.    | Le stade Murrayfield à Édimbourg.     |
| Rome (Italie)                         | Dublin (Irlande)                  | Cardiff (Pays de Galles)              |
| Stade olympique Capacité : 72 698     | Aviva Stadium Capacité : 51 700   | Millennium Stadium Capacité : 74 500  |
| Le Stade Olympique de Rome.           | Aviva Stadium à Dublin            | Le Millennium Stadium à Cardiff       |

## Acteurs du Tournoi des Six Nations

Participants au Tournoi des Six Nations

### Joueurs

#### Angleterre
| Entraîneur | Entraîneur             | Stuart Lancaster                                                     |
| Avants     | Pilier                 | Kieran Brookes, Dan Cole, Joe Marler, Henry Thomas, Mako Vunipola    |
| Avants     | Talonneur              | Dylan Hartley, Tom Youngs                                            |
| Avants     | Deuxième ligne         | Dave Attwood, Tom Croft, George Kruis, Courtney Lawes, Geoff Parling |
| Avants     | Troisième ligne aile   | Nick Easter, James Haskell, Chris Robshaw (cap.), Tom Wood           |
| Avants     | Troisième ligne centre | Billy Vunipola                                                       |
| Arrières   | Demi de mêlée          | Richard Wigglesworth, Ben Youngs                                     |
| Arrières   | Demi d'ouverture       | Danny Cipriani, George Ford                                          |
| Arrières   | Centre                 | Luther Burrell, Jonathan Joseph, Billy Twelvetrees                   |
| Arrières   | Ailier                 | Jonny May, Jack Nowell, Anthony Watson                               |
| Arrières   | Arrière                | Mike Brown, Alex Goode                                               |

#### Écosse
| Entraîneur | Entraîneur             | Vern Cotter                                                                      |
| Avants     | Pilier                 | Geoff Cross, Alasdair Dickinson, Ryan Grant, Euan Murray, Gordon Reid, Jon Welsh |
| Avants     | Talonneur              | Ross Ford, Fraser Brown                                                          |
| Avants     | Deuxième ligne         | Jonny Gray, Richie Gray, Jim Hamilton, Ben Toolis, Tim Swinson                   |
| Avants     | Troisième ligne aile   | Blair Cowan, Rob Harley, Alasdair Strokosch, Hamish Watson                       |
| Avants     | Troisième ligne centre | Johnnie Beattie, David Denton, Adam Ashe                                         |
| Arrières   | Demi de mêlée          | Sam Hidalgo-Clyne, Greig Laidlaw (cap.)                                          |
| Arrières   | Demi d'ouverture       | Peter Horne, Finn Russell                                                        |
| Arrières   | Centre                 | Mark Bennett, Alex Dunbar, Sean Lamont, Matt Scott                               |
| Arrières   | Ailier                 | Dougie Fife, Sean Maitland, Tommy Seymour, Tim Visser                            |
| Arrières   | Arrière                | Stuart Hogg, Greig Tonks                                                         |

#### France
| Entraîneur | Entraîneur             | Philippe Saint-André                                                                      |
| Avants     | Pilier                 | Uini Atonio, Eddy Ben Arous, Vincent Debaty, Nicolas Mas, Alexandre Menini, Rabah Slimani |
| Avants     | Talonneur              | Guilhem Guirado, Benjamin Kayser                                                          |
| Avants     | Deuxième ligne         | Alexandre Flanquart, Yoann Maestri, Pascal Papé, Romain Taofifénua, Jocelino Suta         |
| Avants     | Troisième ligne aile   | Thierry Dusautoir (cap.), Bernard Le Roux, Yannick Nyanga                                 |
| Avants     | Troisième ligne centre | Damien Chouly, Loann Goujon                                                               |
| Arrières   | Demi de mêlée          | Rory Kockott, Morgan Parra, Sébastien Tillous-Borde                                       |
| Arrières   | Demi d'ouverture       | Camille Lopez, Jules Plisson, Rémi Talès                                                  |
| Arrières   | Centre                 | Mathieu Bastareaud, Gaël Fickou, Wesley Fofana, Rémi Lamerat, Maxime Mermoz               |
| Arrières   | Ailier                 | Sofiane Guitoune, Yoann Huget, Noa Nakaitaci, Teddy Thomas                                |
| Arrières   | Arrière                | Brice Dulin, Scott Spedding                                                               |

#### Galles
| Entraîneur | Entraîneur             | Warren Gatland                                                                            |
| Avants     | Pilier                 | Scott Andrews, Rob Evans, Rhys Gill, Aaron Jarvis, Paul James, Gethin Jenkins, Samson Lee |
| Avants     | Talonneur              | Scott Baldwin, Richard Hibbard                                                            |
| Avants     | Deuxième ligne         | Jake Ball, Luke Charteris, Bradley Davies, Alun Wyn Jones                                 |
| Avants     | Troisième ligne aile   | Dan Lydiate, Justin Tipuric, Sam Warburton (cap.)                                         |
| Avants     | Troisième ligne centre | Taulupe Faletau                                                                           |
| Arrières   | Demi de mêlée          | Mike Phillips, Gareth Davies, Rhys Webb                                                   |
| Arrières   | Demi d'ouverture       | Dan Biggar, Rhys Priestland                                                               |
| Arrières   | Centre                 | Jonathan Davies, Jamie Roberts, Scott Williams                                            |
| Arrières   | Ailier                 | Alex Cuthbert, George North, Liam Williams                                                |
| Arrières   | Arrière                | Leigh Halfpenny                                                                           |

#### Irlande
| Entraîneur | Entraîneur             | Joe Schmidt                                                     |
| Avants     | Pilier                 | James Cronin, Cian Healy, Jack McGrath, Martin Moore, Mike Ross |
| Avants     | Talonneur              | Rory Best, Sean Cronin                                          |
| Avants     | Deuxième ligne         | Iain Henderson, Paul O'Connell (cap.), Devin Toner              |
| Avants     | Troisième ligne aile   | Robbie Diack, Sean O'Brien, Tommy O'Donnell, Peter O'Mahony     |
| Avants     | Troisième ligne centre | Jamie Heaslip, Jordi Murphy                                     |
| Arrières   | Demi de mêlée          | Isaac Boss, Kieran Marmion, Conor Murray, Eoin Reddan           |
| Arrières   | Demi d'ouverture       | Ian Keatley, Ian Madigan, Jonathan Sexton                       |
| Arrières   | Centre                 | Robbie Henshaw, Jared Payne                                     |
| Arrières   | Ailier                 | Tommy Bowe, Luke Fitzgerald, Simon Zebo                         |
| Arrières   | Arrière                | Felix Jones, Rob Kearney                                        |

#### Italie
| Entraîneur | Entraîneur             | Jacques Brunel                                                                                              |
| Avants     | Pilier                 | Matias Aguero, Martín Castrogiovanni, Dario Chistolini, Lorenzo Cittadini, Alberto De Marchi, Michele Rizzo |
| Avants     | Talonneur              | Leonardo Ghiraldini, Andrea Manici                                                                          |
| Avants     | Deuxième ligne         | Marco Bortolami, George Biagi, Joshua Furno, Marco Fuser, Quintin Geldenhuys                                |
| Avants     | Troisième ligne aile   | Robert Barbieri, Mauro Bergamasco, Simone Favaro, Francesco Minto, Samuela Vunisa, Alessandro Zanni         |
| Avants     | Troisième ligne centre | Marco Barbini, Sergio Parisse (cap.)                                                                        |
| Arrières   | Demi de mêlée          | Edoardo Gori, Guglielmo Palazzani                                                                           |
| Arrières   | Demi d'ouverture       | Tommaso Allan, Kelly Haimona, Luciano Orquera                                                               |
| Arrières   | Centre                 | Enrico Bacchin, Giulio Bisegni, Michele Campagnaro, Andrea Masi, Luca Morisi                                |
| Arrières   | Ailier                 | Leonardo Sarto, Giovanbattista Venditti, Michele Visentin                                                   |
| Arrières   | Arrière                | Luke McLean                                                                                                 |

### Arbitres
Liste des arbitres de champ du Tournoi.
| FIRA-AER | FORU                                         | CAR                           |
| --- | -------------------------------------------- | ----------------------------- |
| - Wayne Barnes - George Clancy - JP Doyle - Jérôme Garcès - Pascal Gaüzère - John Lacey - Nigel Owens - Romain Poite | - Glen Jackson - Chris Pollock - Steve Walsh | - Craig Joubert - Jaco Peyper |

## Les matchs
Le programme 2015 est dévoilé dès le 16 avril 2013 à Londres. 
Les heures sont données dans les fuseaux utilisés par le pays qui reçoit : WET (UTC+0) dans les îles Britanniques et CET (UTC+1) en France et en Italie.
| Le 6 février à 20 h 05 | Millennium Stadium, Cardiff  | Pays de Galles | 16 - 21 | Angleterre |
| Le 7 février à 15 h 30 | Stade olympique, Rome        | Italie         | 3 - 26  | Irlande    |
| Le 7 février à 18 h 00 | Stade de France, Saint-Denis | France         | 15 - 8  | Écosse     |

| Le 14 février à 14 h 30 | Stade de Twickenham, Londres   | Angleterre | 47 - 17 | Italie |
| Le 14 février à 17 h 00 | Aviva Stadium, Dublin          | Irlande    | 18 - 11 | France |
| Le 15 février à 15 h 00 | Murrayfield Stadium, Édimbourg | Écosse     | 23 - 26 | Galles |

| Le 28 février à 15 h 30                   | Murrayfield Stadium, Édimbourg | Écosse  | 19 - 22 | Italie     |
| Le 28 février à 18 h 00                   | Stade de France, Saint-Denis   | France  | 13 - 20 | Galles     |
| Le 1er mars à 15 h 00 (Millennium Trophy) | Aviva Stadium, Dublin          | Irlande | 19 - 9  | Angleterre |

| Le 14 mars à 14 h 30                     | Millennium Stadium, Cardiff  | Pays de Galles | 23 - 16 | Irlande |
| Le 14 mars à 17 h 00 (Calcutta Cup)      | Stade de Twickenham, Londres | Angleterre     | 25 - 13 | Écosse  |
| Le 15 mars à 16 h 00 (Trophée Garibaldi) | Stade olympique, Rome        | Italie         | 0 - 29  | France  |

| Le 21 mars à 13 h 30                    | Stade olympique, Rome          | Italie     | 20 - 61 | Galles  |
| Le 21 mars à 14 h 30 (Centenary Quaich) | Murrayfield Stadium, Édimbourg | Écosse     | 10 - 40 | Irlande |
| Le 21 mars à 17 h 00 (Trophée Eurostar) | Stade de Twickenham, Londres   | Angleterre | 55 - 35 | France  |

## Classement
| Rang | Nation         | J | V | N | D | Pm  | Pe  | Diff | Pts |
| ---- | -------------- | - | - | - | - | --- | --- | ---- | --- |
| 1    | Irlande (T)    | 5 | 4 | 0 | 1 | 119 | 56  | +63  | 8   |
| 2    | Angleterre     | 5 | 4 | 0 | 1 | 157 | 100 | +57  | 8   |
| 3    | Pays de Galles | 5 | 4 | 0 | 1 | 146 | 93  | +53  | 8   |
| 4    | France         | 5 | 2 | 0 | 3 | 103 | 101 | +2   | 4   |
| 5    | Italie         | 5 | 1 | 0 | 4 | 62  | 182 | -120 | 2   |
| 6    | Écosse         | 5 | 0 | 0 | 5 | 73  | 128 | -55  | 0   |

|  | Vainqueur du tournoi (no 1). |
|  | T : tenant du titre 2014     |

Attribution des points : Deux points sont attribués pour une victoire, un point pour un match nul, aucun point en cas de défaite.
Règles de classement : 1. points ; 2. différence de points de match ; 3. nombre d'essais marqués ; 4. titre partagé.

## Statistiques individuelles

### Meilleur joueur du Tournoi
Le deuxième ligne et capitaine de l'Irlande, Paul O'Connell a été désigné meilleur joueur du Tournoi devant le Gallois Alun Wyn Jones et un autre Irlandais Robbie Henshaw.

### Meilleurs marqueurs
| Rang | Joueur                  | Équipe         | Essais |
| ---- | ----------------------- | -------------- | ------ |
| 1    | Jonathan Joseph         | Angleterre     | 4      |
| 2    | George North            | Pays de Galles | 3      |
| -    | Jack Nowell             | Angleterre     | 3      |
| -    | Rhys Webb               | Pays de Galles | 3      |
| -    | Ben Youngs              | Angleterre     | 3      |
| 6    | Mark Bennett            | Écosse         | 2      |
| -    | George Ford             | Angleterre     | 2      |
| -    | Luca Morisi             | Italie         | 2      |
| -    | Sean O'Brien            | Irlande        | 2      |
| -    | Giovanbattista Venditti | Italie         | 2      |
| -    | Billy Vunipola          | Angleterre     | 2      |
| -    | Anthony Watson          | Angleterre     | 2      |
| -    | Scott Williams          | Pays de Galles | 2      |

### Meilleurs réalisateurs
| Rang | Joueur          | Équipe         | Points | Essais | Transf. | Pén. | Drops |
| ---- | --------------- | -------------- | ------ | ------ | ------- | ---- | ----- |
| 1    | George Ford     | Angleterre     | 75     | 2      | 13      | 12   | 1     |
| 2    | Leigh Halfpenny | Pays de Galles | 60     | -      | 3       | 18   | -     |
| 3    | Jonathan Sexton | Irlande        | 58     | -      | 5       | 16   | -     |
| 4    | Greig Laidlaw   | Écosse         | 41     | -      | 4       | 11   | -     |
| 5    | Camille Lopez   | France         | 35     | -      | 1       | 11   | -     |
| 6    | Dan Biggar      | Pays de Galles | 26     | 1      | 6       | 1    | 2     |
| 7    | Jonathan Joseph | Angleterre     | 20     | 4      | -       | -    | -     |
| 8    | Jules Plisson   | France         | 17     | -      | 4       | 3    | -     |
| 9    | George North    | Pays de Galles | 15     | 3      | -       | -    | -     |
| -    | Jack Nowell     | Angleterre     | 15     | 3      | -       | -    | -     |
| -    | Rhys Webb       | Pays de Galles | 15     | 3      | -       | -    | -     |
| -    | Ben Youngs      | Angleterre     | 15     | 3      | -       | -    | -     |

## Première journée

### Galles - Angleterre
(mt : 16 - 8)
Homme du match :  George Ford
Points marqués : 
- Galles : 1 essai de Webb (7e) ; 1 transformation de Halfpenny (8e) ; 2 pénalités de Halfpenny (1re, 23e) ; 1 drop de Biggar (40e)
- Angleterre : 2 essais de Watson (14e) et de Joseph (44e) ; 1 transformation de Ford (45e) ; 3 pénalités de Ford (31e, 61e, 78e)

Évolution du score : 3-0, 10-0, 10-5, 13-5, 13-8, 16-8, 16-15, 16-18, 16-21

Arbitre :  Jérôme Garcès
Résumé :
Dès le premier temps de jeu, les Anglais se mettent à la faute. Halfpenny passe la pénalité, (3-0). Quelques minutes plus tard, à la suite d'un en-avant anglais dans leurs 22 mètres, les Gallois obtiennent une mêlée. Toby Faletau réussit à s'extirper de la mêlée, fixe trois défenseurs avant de transmettre après contact à Webb qui file dans l'en-but pour marquer le premier essai du match. Halfpenny passe la transformation, (10-0) à la 8e. Après ce début de rencontre tonitruant des Gallois, le XV de la Rose pilonne la défense adverse et le long de la ligne de touche, l'arrière Brown joue au pied à ras de terre, Watson ramasse le ballon et franchit la ligne d'en-but. Ford rate la transformation en tapant le poteau, (10-5) à la 14e. Les deux équipes se maîtrisent ensuite, s'affrontant au milieu de terrain. Le score n'évolue que grâce aux buteurs sur pénalité, Halfpenny à la 23e et Ford à la 31e, le score est de (13-8). À la fin de la première période, une forte poussée des Gallois est conclue par un drop de Biggar à 35 mètres des poteaux, score à la mi-temps (16-8).
Au retour des vestiaires, les Anglais effectuent une grosse domination, et après une succession de vingt phases de jeu, Joseph échappe à la défense, évite plusieurs plaquages et aplatit dans l'en-but. Ford transforme, (16-15) à la 45e. La domination anglaise se poursuit et à la 60e minute, Haskell transperce la défense adverse et termine sa course contre le poteau, mais ne réussit pas à aplatir. Ford permet tout de même à son équipe de prendre l'avantage pour la première fois du match, grâce à une pénalité, (16-18) à la 61e. Les Gallois vont ensuite réussir à contrecarrer les offensives anglaises alors qu'ils ne sont que 14 à la suite du carton jaune de Cuthbert. Mais la puissance des Anglais va à nouveau mettre à mal le XV du Poireau. Une première fois avec un essai d'Attwood refusé à cause d'un écran préalable d'Easter, puis à la 78e minute, à la suite d'une nouvelle pénalité de Ford, désigné homme du match. Score final (16-21).
| Pays de Galles · Titulaires · 15 Leigh Halfpenny · 14 Alex Cuthbert 60e à 70e · 13 Jonathan Davies · 12 Jamie Roberts · 11 George North 30e 38e · 10 Dan Biggar · 9 Rhys Webb 68e · 8 Toby Faletau · 7 Sam Warburton (cap.) · 6 Dan Lydiate · 5 Alun Wyn Jones · 4 Jake Ball 68e · 3 Samson Lee 71e · 2 Richard Hibbard · 1 Gethin Jenkins 59e · Remplaçants · 16 Scott Baldwin · 17 Paul James 59e · 18 Aaron Jarvis 71e · 19 Luke Charteris 68e · 20 Justin Tipuric · 21 Mike Phillips 68e · 22 Rhys Priestland · 23 Liam Williams 30e 38e · Entraîneur · Warren Gatland |  | Angleterre · Titulaires · Mike Brown 15 · Anthony Watson 14 · Jonathan Joseph 13 · 75e Luther Burrell 12 · Jonny May 11 · George Ford 10 · 68e Ben Youngs 9 · Billy Vunipola 8 · (cap.) Chris Robshaw 7 · James Haskell 6 · 71e George Kruis 5 · Dave Attwood 4 · 61e Dan Cole 3 · 54e Dylan Hartley 2 · 54e Joe Marler 1 · Remplaçants · 54e Tom Youngs 16 · 54e Mako Vunipola 17 · 61e Kieran Brookes 18 · 71e Nick Easter 19 · Tom Croft 20 · 68e Richard Wigglesworth 21 · Danny Cipriani 22 · 75e Billy Twelvetrees 23 · Entraîneur · Stuart Lancaster |

### Italie - Irlande
(mt : 3 - 9)
Homme du match :  Conor Murray
Points marqués : 
- Italie : 1 pénalité de Haimona
- Irlande : 2 essais de Murray (64e) et O'Donnell (66e) ; 2 transformations de Keatley (65e) et de Madigan (67e) ; 4 pénalités de Keatley (6e, 20e, 35e, 57e)

Évolution du score : 0-3, 0-6, 0-9, 3-9, 3-12, 3-19, 3-26
Arbitre :  Pascal Gaüzère
Résumé :
Début de rencontre équilibré entre les deux formations, mais sur la première incursion des Irlandais dans le camp adverse, les Italiens sont pénalisés pour hors-jeu, Keatley ne manque pas l'occasion d'ouvrir le score, (0-3) à la 6e minute. Les Italiens continuent d'offrir une belle résistance aux vainqueurs sortants du Tournoi des six nations, et il faut attendre la 21e minute pour voir Keatley creuser l'écart sur pénalité, (0-6). Les Irlandais ont ensuite une grosse domination dans la possession du ballon et dans l'occupation du terrain, Keatley passant une troisième pénalité, (0-9) à la 35e. Mais les Italiens ne s'avouent pas vaincus et terminent très fort cette première période, mettant à mal la défense adverse. Ils sont récompensés par une pénalité d'Haimona, score à la mi-temps (3-9).
Au retour des vestiaires, les Irlandais effectuent une grosse domination, mais la défense italienne ne craque pas. Keatley creuse à nouveau l'écart sur pénalité, (3-12) à la 57e. Les assauts successifs du pack irlandais finissent par obliger les Italiens à commettre de plus en plus de fautes, Ghiraldini récoltant un carton jaune à la 63e. À 15 contre 14, le XV du Trèfle trouve immédiatement la faille, à la suite d'un gros travail des avants irlandais, le demi de mêlée Murray inscrit le premier essai du match. Transformation réussie de Keatley, (3-19) à la 65e. Deux minutes plus tard, la défense italienne craque à nouveau, après plusieurs temps de jeu au milieu de terrain, O'Donnell transperce la défense et file inscrire le deuxième essai du match sous les poteaux. Transformation réussie de Madigan, (3-26) à la 67e. Les Irlandais gèrent ensuite la fin de la rencontre, mais les Italiens jettent leurs dernières forces afin de réduire l'écart. Leurs assauts sont récompensés par un essai d'Haimona, mais qui est refusé à la suite d'un en-avant préalable de Parisse. Score final (3-26).
| Italie · Titulaires · 15 Andrea Masi 76e · 14 Leonardo Sarto · 13 Michele Campagnaro 63e · 12 Luca Morisi · 11 Luke McLean · 10 Kelly Haimona · 9 Edoardo Gori · 8 Sergio Parisse (cap.) · 7 Francesco Minto 68e 74e · 6 Alessandro Zanni 46e · 5 George Biagi 74e · 4 Joshua Furno · 3 Martin Castrogiovanni 68e · 2 Leonardo Ghiraldini 63e à 73e 74e · 1 Matias Aguero 52e · Remplaçants · 16 Andrea Manici 68e · 17 Alberto De Marchi 52e · 18 Dario Chistolini 68e · 19 Marco Fuser 67e · 20 Marco Barbini 46e 67e 74e · 21 Guglielmo Palazzani · 22 Tommaso Allan 63e · 23 Giovanbattista Venditti 76e · Entraîneur · Jacques Brunel |  | Irlande · Titulaires · Rob Kearney 15 · Tommy Bowe 14 · 67e Jared Payne 13 · Robbie Henshaw 12 · Simon Zebo 11 · 65e Ian Keatley 10 · 68e Conor Murray 9 · Jordi Murphy 8 · Tommy O'Donnell 7 · 65e Peter O'Mahony 6 · (cap.) Paul O'Connell 5 · Devin Toner 4 · 51e Mike Ross 3 · 46e Rory Best 2 · 67e Jack McGrath 1 · Remplaçants · 46e Sean Cronin 16 · 67e James Cronin 17 · 51e Martin Moore 18 · 65e Iain Henderson 19 · Robbie Diack 20 · 68e Isaac Boss 21 · 65e Ian Madigan 22 · 67e Felix Jones 23 · Entraîneur · Joe Schmidt |

### France - Écosse
(mt :  9 - 8)
Homme du match :  Camille Lopez
Points marqués :
- France : 5 pénalités de Lopez (2e, 16e, 37e, 49e, 78e)
- Écosse : 1 essai de Fife (39e) ; 1 pénalité de Laidlaw (13e)

Évolution du score : 3-0, 3-3, 6-3, 9-3, 9-8, 12-8, 15-8
Arbitre :  Nigel Owens
Résumé :
Dès le début de la rencontre, l'équipe de France obtient une pénalité dans le camp écossais. Lopez avec l'aide du poteau ouvre le score, (3-0) à la 2e minute. Les deux équipes semblent ensuite avoir des difficultés à produire du jeu, les défenses étant imperméables et les ballons sont trop souvent rendus à l'adversaire. Laidlaw égalise tout de même sur pénalité, (3-3) à la 13e. Mais trois minutes plus tard, Lopez donne à nouveau l'avantage également sur pénalité, aux "Bleus" qui jouent exceptionnellement en "rouge", (6-3). Puis à la 27e minute, sur un temps fort des Écossais, Russell manque un drop à vingt mètres face aux poteaux. À la 37e minute, Lopez sur pénalité, creuse l'écart pour la France, (9-3). Mais alors que la mi-temps approche, sur un dégagement aux pieds des Français, Hogg remonte un ballon depuis son camp et transperce la défense adverse, puis l'arrière écossais combine avec Visser pour entrer dans les 22 mètres français. Les Écossais s'installent dans cette zone de jeu, et Hogg intenable, est stoppé à quelques mètres de la ligne d'en-but français, mais le jeu est vite renversé à l'opposé, où l'ailier Fife aplatit le ballon pour marquer le premier essai du match. Laidlaw manque la transformation en coin, en tapant le poteau. Score à la mi-temps (9-8).
En seconde période, l'équipe de France commence par monopoliser le ballon dans le camp adverse et Lopez profite d'une nouvelle pénalité, pour donner de l'air aux siens, (12-8) à la 49e minute. Les Français continuent ensuite leur forcing, obligeant les Écossais à commettre beaucoup de fautes, dont une sera sanctionnée par un carton jaune à la 61e pour Beattie. Cependant à 15 contre 14, les Français ne trouvent pas la faille dans la défense écossaise et rendent plusieurs ballons. À la 78e minute, Lopez passe une cinquième pénalité dans cette rencontre, faisant de l'ouvreur français, l'homme du match. Score final (15-8).
| France · Titulaires · 15 Scott Spedding · 14 Yoann Huget · 13 Mathieu Bastareaud 71e · 12 Wesley Fofana · 11 Teddy Thomas · 10 Camille Lopez · 9 Rory Kockott 54e · 8 Damien Chouly · 7 Bernard Le Roux · 6 Thierry Dusautoir (cap.) · 5 Yoann Maestri · 4 Pascal Papé 60e · 3 Rabah Slimani 54e · 2 Guilhem Guirado 47e · 1 Alexandre Menini 40e · Remplaçants · 16 Benjamin Kayser 47e · 17 Uini Atonio 54e · 18 Eddy Ben Arous 40e · 19 Romain Taofifénua 60e · 20 Loann Goujon 79e · 21 Morgan Parra 54e · 22 Rémi Talès · 23 Rémi Lamerat 71e · Entraîneur · Philippe Saint-André |  | Écosse · Titulaires · Stuart Hogg 15 · 16e Tommy Seymour 14 · Mark Bennett 13 · 67e Alex Dunbar 12 · Tim Visser 11 · Finn Russell 10 · 78e (cap.) Greig Laidlaw 9 · 61e à 71e Johnnie Beattie 8 · 54e Blair Cowan 7 · 52e 54e Rob Harley 6 · Jonny Gray 5 · 64e Richie Gray 4 · 64e Euan Murray 3 · 67e Ross Ford 2 · 64e Alasdair Dickinson 1 · Remplaçants · 67e Fraser Brown 16 · 64e Gordon Reid 17 · 64e Geoff Cross 18 · 64e Jim Hamilton 19 · 52e Alasdair Strokosch 20 · 78e Sam Hidalgo-Clyne 21 · 67e Peter Horne 22 · 16e Dougie Fife 23 · Entraîneur · Vern Cotter |

## Deuxième journée

### Angleterre - Italie
(mt : 15 - 5)
Homme du match :  Jonathan Joseph
Points marqués : 
- Angleterre : 6 essais de Vunipola (23e), Joseph (26e, 60e), Ben Youngs (54e), Cipriani (63e) et Nick Easter (68e) ; 4 transformations de Ford (28e, 55e, 62e) et Cipriani (63e) ; 3 pénalités de Ford (20e, 45e, 57e)
- Italie : 3 essais de Parisse (3e) et Morisi (49e, 78e) ; 1 transformation de Allan (79e)

Évolution du score : 0-5, 3-5, 8-5, 15-5, 18-5, 18-10, 25-10, 28-10, 35-10, 42-10, 47-10, 47-17
Arbitre :  John Lacey
Résumé :
Les Italiens surprennent les Anglais dès le début de rencontre. Après une touche adverse volée, Morisi se faufile le long de la ligne de touche pour permettre à son équipe d'entrer dans les 22 mètres anglais. Les Italiens combinent bien avec les avants et Parisse marque en force le premier essai du match. Transformation ratée, (0-5) à la 3e minute. Après une autre action dangereuse des Italiens, les Anglais commencent à dominer leurs adversaires et Ford réduit l'écart sur pénalité, (3-5) à la 20e. Trois minutes plus tard, sur une touche anglaise dans les 22 mètres italiens, Billy Vunipola sort en puissance et file apaltir dans l'en-but, (8-5). À la 26e, le XV de la rose continue sa domination et à la suite d'une récupération au centre du terrain, Ford transmet à Joseph qui transperce la défense et file à l'essai, Ford transforme, (15-5). Le score ne bouge plus jusqu'à la mi-temps.
En seconde période, Ford creuse l'écart pour son équipe sur pénalité, (18-5) à la 45e. Cependant, à la 50e minute, Sarto bien inspiré, joue par-dessus la défense pour lui-même le long de la touche, permettant aux siens d'entrer dans les 22 mètres anglais. Le jeu est renversé à l'opposé où Morisi se joue de la défense et marque dans l'en-but, (18-10). Les Anglais vont ensuite reprendre leur domination, et à la suite d'une pénalité jouée rapidement par Ben Youngs à 5 mètres de la ligne, ce dernier aplatit aux pieds des poteaux. Ford transforme, (25-10) à la 55e. Les Anglais vont ensuite dérouler, Ford marquant une nouvelle pénalité à la 57e, puis Joseph marquant son deuxième essai du match en faisant à nouveau parler sa vitesse, (35-10) à la 62e. Puis, à peine entrer dans le match Cipriani inscrit également un essai après une accélération le long de la ligne de touche de l'ailier May, (42-10) à la 63e. Le calvaire italien continue, car à la suite d'une touche anglaise à 5 mètres de la ligne d'en-but adverse, le maul anglais enfonce la défense italienne et le vétéran Easter marque l'essai, (42-10) à la 68e. Les Italiens vont ensuite tout donner dans cette fin de match et à la suite de bonnes inspirations de Bisegni et Masi, l'action est conclue par Morisi qui inscrit un essai en coin. Allan transforme, score final (47-17).
| Angleterre · Titulaires · 15 Mike Brown 12e · 14 Anthony Watson · 13 Jonathan Joseph · 12 Luther Burrell · 11 Jonny May · 10 George Ford 62e · 9 Ben Youngs 66e · 8 Billy Vunipola · 7 Chris Robshaw (cap.) · 6 James Haskell 62e · 5 George Kruis · 4 Dave Attwood 50e · 3 Dan Cole 58e · 2 Dylan Hartley 58e · 1 Joe Marler 62e · Remplaçants · 16 Tom Youngs 58e · 17 Mako Vunipola 62e · 18 Kieran Brookes 58e · 19 Nick Easter 50e · 20 Tom Croft 62e · 21 Richard Wigglesworth 66e · 22 Danny Cipriani 62e · 23 Billy Twelvetrees 12e · Entraîneur · Stuart Lancaster |  |  | Italie · Titulaires · Luke McLean 15 · 78e Leonardo Sarto 14 · Luca Morisi 13 · Andrea Masi 12 · Giovanbattista Venditti 11 · 69e Kelly Haimona 10 · 69e Edoardo Gori 9 · (cap.) Sergio Parisse 8 · 28e 37e Francesco Minto 7 · 58e Mauro Bergamasco 6 · 45e Marco Bortolami 5 · George Biagi 4 · 58e Martín Castrogiovanni 3 · 58e Leonardo Ghiraldini 2 · 58e Alberto De Marchi 1 · Remplaçants · 58e Andrea Manici 16 · 58e Matias Aguero 17 · 58e Dario Chistolini 18 · 45e Joshua Furno 19 · 28e 37e 58e Samuela Vunisa 20 · 69e Guglielmo Palazzani 21 · 69e Tommaso Allan 22 · 78e Giulio Bisegni 23 · Entraîneur · Jacques Brunel |

### Irlande - France
(mt : 12 - 6)
Homme du match :  Jonathan Sexton
Points marqués :
- Irlande : 6 pénalités de Sexton (13e, 18e, 32e, 38e, 67e) et Madigan (50e)
- France : 1 essai de Taofifénua (70e) ; 2 pénalités de Lopez (16e, 35e)

Évolution du score : 3-0, 3-3, 6-3, 9-3, 9-6, 12-6, 15-6, 18-6, 18-11
Arbitre :  Wayne Barnes
Résumé :
Début de rencontre équilibré, mais animé, avec énormément de combats. Les deux défenses sont hermétiques et prennent le pas sur les attaques. Il faut attendre la 12e minute, pour l'ouverture du score, avec une pénalité de Sexton, (3-0). Les Français recollent rapidement sur pénalité, grâce à Lopez (3-3) à la 16e. Mais ce score de parité est de courte durée car Sexton redonne l'avantage à son équipe, (6-3) à la 18e. Le XV du trèfle va ensuite monopoliser le ballon et occuper le terrain grâce au jeu aux pieds de son ouvreur. Cependant, durant cette période, sur une touche française à proximité de la ligne d'en-but, Dusautoir inscrit un essai refusé à la suite d'un écran préalable de Maestri et Chouly. C'est même Sexton qui va permettre à son équipe de creuser l'écart sur une nouvelle pénalité, (9-3) à la 32e. Lopez va répondre à l'Irlandais trois minutes plus tard, (9-6) à la 35e. Mais c'est bien Sexton qui a le dernier mot dans cette première période, encore sur pénalité, (12-6) à la mi-temps.
Dès le début de la seconde mi-temps, les Irlandais effectuent une forte domination, campant chez les Français, mais la défense ne craque pas. Le score n'évolue que sur une pénalité de Madigan, (15-6) à la 50e. Puis, après le carton jaune de Papé, les Irlandais ne profitent pas de leur supériorité numérique. À la 56e, Sexton manque une occasion d'essai en choisissant la mauvaise option de passe. C'est ensuite Best qui est sanctionné par un carton jaune, et alors qu'ils sont à 15 contre 14, les Bleus se mettent à la faute et permettent à Sexton de faire le break, (18-6) à la 67e. La fin de match est à l'avantage des Français, qui réussissent à faire plier la défense adverse, et à la suite de plusieurs temps de jeu, Taofifénua aplatit dans l'en-but. Lopez manque la transformation, (18-11) à la 70e. La domination française ne permet pas de faire évoluer le score. Fin de match (18-11).
| Irlande · Titulaires · 15 Rob Kearney · 14 Tommy Bowe · 13 Jared Payne · 12 Robbie Henshaw · 11 Simon Zebo · 10 Jonathan Sexton 44e 54e · 9 Conor Murray · 8 Jamie Heaslip 60e · 7 Sean O'Brien 65e 71e · 6 Peter O'Mahony · 5 Paul O'Connell (cap.) · 4 Devin Toner 74e · 3 Mike Ross 62e · 2 Rory Best 60e à 70e 71e · 1 Jack McGrath 62e · Remplaçants · 16 Sean Cronin 65e · 17 Cian Healy 62e · 18 Martin Moore 62e · 19 Iain Henderson 74e · 20 Jordi Murphy 60e · 21 Isaac Boss · 22 Ian Madigan 44e 54e · 23 Felix Jones · Entraîneur · Joe Schmidt |  |  | France · Titulaires · 52e Scott Spedding 15 · Yoann Huget 14 · 44e 52e Mathieu Bastareaud 13 · 15e 22e Wesley Fofana 12 · 32e Teddy Thomas 11 · Camille Lopez 10 · 65e Rory Kockott 9 · 71e Damien Chouly 8 · Bernard Le Roux 7 · (cap.) Thierry Dusautoir 6 · Yoann Maestri 5 · 52e à 62e 63e Pascal Papé 4 · 49e Rabah Slimani 3 · 49e Guilhem Guirado 2 · 49e Eddy Ben Arous 1 · Remplaçants · 49e Benjamin Kayser 16 · 49e Uini Atonio 17 · 49e Vincent Debaty 18 · 63e Romain Taofifénua 19 · 71e Loann Goujon 20 · 65e Morgan Parra 21 · 44e Rémi Talès 22 · 15e 22e 32e Rémi Lamerat 23 · Entraîneur · Philippe Saint-André |

### Écosse - Galles
(mt : 10 - 16)
Homme du match :  Alun Wyn Jones
- Écosse : 2 essais de Hogg (9e) et Welsh (79e) ; 2 transformations de Laidlaw (10e) et Russell (79e) ; 3 pénalités de Laidlaw (17e, 44e, 54e)
- Galles : 2 essais de Webb (33e) et Davies (63e) ; 2 transformations de Halfpenny (34e, 64e) ; 4 pénalités de Halfpenny (6e, 19e, 31e, 48e)

Évolution du score : 0-3, 7-3, 10-3, 10-6, 10-9, 10-16, 13-16, 13-19, 16-19, 16-26, 23-26
Arbitre :  Glen Jackson
Résumé :
Le début de la rencontre est marqué par une domination des Gallois, qui vont rapidement profiter de l'indiscipline adverse, pour ouvrir le score grâce à une pénalité de l'arrière Halfpenny, (0-3) à la 6e minute. Les Gallois effectuent ensuite une succession de temps de jeu, cependant sur l'un d'eux, ils perdent le ballon au centre du terrain et Richie Gray transmet rapidement à Hogg qui profite de l'espace devant lui pour faire parler sa vitesse et file aplatir sous les poteaux. Laidlaw transforme, (7-3) à la 10e. Le XV du chardon prend le match en main, et Laidlaw creuse l'écart sur pénalité, (10-3) à la 17e. Mais les Gallois réagissent immédiatement et Halfpenny passe deux pénalités à la 19e et 31e, permettant à son équipe de revenir au score (10-9). De plus l'ouvreur écossais Russell prenant un carton jaune, les Gallois vont profiter de leur supériorité numérique pour repasser en tête au score, grâce à un essai de Rhys Webb, transformait par Halfpenny à la 34e. Score à la mi-temps (10-16).
Au retour des vestiaires, les Écossais réduisent l'écart, en obtenant une pénalité à la suite d'un bon conteste de Dunbar dans un ruck, Laidlaw se charge de la passer, (13-16) à la 44e. Mais cinq minutes plus tard, Halfpenny redonne un avantage plus large à son équipe, (13-16) à la 48e. Alors que les Écossais grâce à une nouvelle pénalité de Laidlaw à la 54e, reviennent au score (16-19), le XV du poireau effectue une forte domination. Campant chez leurs adversaires, les Gallois marquent un premier par l'intermédiaire de Williams, mais qui est refusé à cause d'un écran. Puis, multipliant les offensives, Davies transperce plein centre la défense écossaise et aplatit sous les poteaux. Halfpenny transforme, (16-26) à la 64e. Les Écossais devant leur public, ne baissent pas les bras et jettent leurs dernières forces. Après un essai refusé à Mark Bennett sur un en-avant peu évident d'Hidalgo-Clyne, ce sont les avants qui vont percer la défense galloise et Welsh aplatit sur la ligne à la 79e. Score final (23-26), le pays de Galles restant invaincu depuis 2007 face à l'Écosse.
| Écosse · Titulaires · 15 Stuart Hogg · 14 Sean Lamont · 13 Mark Bennett · 12 Alex Dunbar 58e · 11 Tim Visser · 10 Finn Russell 30e à 40e · 9 Greig Laidlaw (cap.) 71e · 8 Johnnie Beattie 58e · 7 Blair Cowan · 6 Rob Harley · 5 Jonny Gray · 4 Richie Gray 56e · 3 Geoff Cross 49e · 2 Ross Ford 71e · 1 Alasdair Dickinson 61e 64e · Remplaçants · 16 Fraser Brown 71e · 17 Gordon Reid 61e 64e · 18 Jon Welsh 49e · 19 Jim Hamilton 56e · 20 Alasdair Strokosch 58e · 21 Sam Hidalgo-Clyne 71e · 22 Greig Tonks · 23 Matt Scott 58e · Entraîneur · Vern Cotter |  |  | Pays de Galles · Titulaires · Leigh Halfpenny 15 · Alex Cuthbert 14 · 35e à 45e Jonathan Davies 13 · Jamie Roberts 12 · Liam Williams 11 · Dan Biggar 10 · 74e Rhys Webb 9 · Toby Faletau 8 · (cap.) Sam Warburton 7 · 61e Dan Lydiate 6 · Alun Wyn Jones 5 · 60e Jake Ball 4 · 60e Samson Lee 3 · 60e Richard Hibbard 2 · 71e Gethin Jenkins 1 · Remplaçants · 60e Scott Baldwin 16 · 71e Paul James 17 · 60e Aaron Jarvis 18 · 60e Luke Charteris 19 · 61e Justin Tipuric 20 · 74e Mike Phillips 21 · Rhys Priestland 22 · Scott Williams 23 · Entraîneur · Warren Gatland |

## Troisième journée

### Écosse - Italie
(mt : 16 - 15)
Homme du match :  Luke McLean
Points marqués :
- Écosse : 1 essai de Bennett (7e) ; 1 transformation de Laidlaw (8e) ; 4 pénalités de Laidlaw (1re, 15e, 26e, 66e)
- Italie : 3 essais de Furno (9e), Venditti (36e) et pénalité (79e) ; 2 transformations de Haimona (37e) et Allan (80e) ; 1 pénalité de Haimona (17e)

Évolution du score : 3-0, 10-0, 10-5, 13-5, 13-8, 16-8, 16-15, 19-15, 19-22
Arbitre :  George Clancy
Résumé :
Dès le premier temps de jeu, les Italiens se mettent à la faute et Laidlaw passe la pénalité, (3-0) à la 1re minute. L'Italie tente ensuite de prendre le jeu en mains, et à la suite de plusieurs offensives, ils se font intercepter au centre du terrain par Bennett qui s'échappe et file à l'essai. Laidlaw transforme, (10-0) à la 8e. Réaction immédiate des Italiens, qui à la suite d'une touche dans les 22 mètres écossais, crée un maul qui passe la ligne d'en-but en force, Furno aplatit, (10-5) à la 9e. Le match s'équilibre et le score n'évolue que grâce aux buteurs, par Laidlaw à deux reprises et Kelly Haimona à une reprise, le score est de (16-8) à la 26e minute. En fin de première période, sur une nouvelle pénalité d'Haimona, ce dernier trouve le poteau, mais Venditti se montre le plus rapide à la tombée du ballon et aplatit aux pieds des poteaux. Haimona transforme, (16-15) à la mi-temps.
La seconde mi-temps débute par une légère domination de l'équipe d'Écosse, qui conserve le ballon et multiplie les temps de jeu. Cependant les offensives sont stériles et butent sur une défense féroce de la formation italienne, en particulier de ses avants. Les Écossais dominent toujours et à la 61e, Hogg se voit refuser un essai à cause d'un en-avant préalable. Le XV du chardon, à la suite d'une nouvelle séquence dans les 22 mètres adverses, réussit à creuser l'écart sur une nouvelle pénalité de Laidlaw, (19-15) à la 66e. Mais les Italiens ne lâchent pas cette rencontre et viennent s'installer dans le camp écossais. Le XV italien enchaîne les mêlées et son pack met en souffrance leurs homologues écossais, multipliant les fautes. En conséquence, Toolis est sanctionné d'un carton jaune. À 15 contre 14, sur un nouveau maul des Italiens, toute l'équipe enfonce la défense adverse qui se met à nouveau à la faute. L'arbitre irlandais, George Clancy, accorde un essai de pénalité aux Italiens. Allan transforme, score final (19-22). Les Italiens n'avaient plus gagné à l'extérieur dans le Tournoi des Six Nations depuis 2007, déjà à Murrayfield face à l'Écosse.
| Écosse · Titulaires · 15 Stuart Hogg · 14 Tommy Seymour · 13 Mark Bennett 66e · 12 Alex Dunbar · 11 Sean Lamont · 10 Peter Horne 78e · 9 Greig Laidlaw (cap.) 74e · 8 Johnnie Beattie 50e · 7 Blair Cowan · 6 Rob Harley · 5 Jonny Gray · 4 Tim Swinson 69e · 3 Euan Murray 74e · 2 Ross Ford 66e · 1 Alasdair Dickinson 66e · Remplaçants · 16 Fraser Brown 66e · 17 Ryan Grant 66e · 18 Geoff Cross 74e · 19 Ben Toolis 69e 77e à 80e · 20 Hamish Watson 50e 79e à 80e · 21 Sam Hidalgo-Clyne 74e · 22 Greig Tonks 78e · 23 Matt Scott 66e · Entraîneur · Vern Cotter |  |  | Italie · Titulaires · Luke McLean 15 · Michele Visentin 14 · Luca Morisi 13 · Enrico Bacchin 12 · 69e Giovanbattista Venditti 11 · 43e Kelly Haimona 10 · Edoardo Gori 9 · (cap.) Sergio Parisse 8 · 61e Simone Favaro 7 · Francesco Minto 6 · Joshua Furno 5 · 66e George Biagi 4 · 56e Dario Chistolini 3 · 66e Leonardo Ghiraldini 2 · 56e Matias Aguero 1 · Remplaçants · 66e Andrea Manici 16 · 56e Alberto De Marchi 17 · 56e Lorenzo Cittadini 18 · 66e Marco Fuser 19 · 61e Samuela Vunisa 20 · Guglielmo Palazzani 21 · 4.e Tommaso Allan 22 · 69e Giulio Bisegni 23 · Entraîneur · Jacques Brunel |

### France - Galles
(mt : 3 - 6)
Homme du match :  Morgan Parra
Points marqués :
- France : 1 essai de Dulin (67e) ; 1 transformation de Lopez (68e) ; 2 pénalités de Lopez (17e, 48e)
- Galles : 1 essai de Biggar (59e) ; 5 pénalités de Halfpenny (7e, 28e, 51e, 64e, 73e)

Évolution du score : 0-3, 3-3, 3-6, 6-6, 6-9, 6-14, 6-17, 13-17, 13-20
Arbitre :  Jaco Peyper
Résumé :
Début de rencontre équilibrée, les deux formations ont des difficultés à développer leur jeu et il faut attendre la 7e minute pour voir le pays de Galles débloquer le score, grâce à une pénalité de Halfpenny, (0-3). Les Français vont rapidement recoller au score, également sur pénalité, par l'intermédiaire de Lopez, (3-3) à la 17e. La suite de la rencontre est toujours autant bloquée, Lopez manquant l'occasion sur pénalité de donner l'avantage à la France à la 24e minute, alors que le buteur adverse, Halfpenny est toujours aussi solide aux pieds et permet aux Gallois de passer en tête au tableau d'affichage, (3-6) à la 28e. Les Français tentent ensuite plusieurs offensives, cependant annihilées par des fautes de mains. Lopez rate une nouvelle pénalité. score à la mi-temps (3-6).
Dès le début de seconde période, les Français obtiennent une pénalité, Parra la tente, mais elle est manquée. Les Français effectuent ensuite une forte domination pendant plusieurs minutes, pilonnant la défense gallois, en vain. Les Bleus reviennent au score, grâce à Lopez, (6-6) à la 48e. Mais rapidement, Halfpenny va redonner l'avantage à son équipe, (6-9) à la 51e minute. Les Gallois sont ensuite dans un temps fort et Biggar est proche de passer un drop, ne trouvant que le poteau. Ce n'est que partie remise, car quelques instants plus tard, sur un ballon de récupération, Webb se faufile dans la défense française, transmet à Lydiate, qui remet tout de suite à Biggar qui file marquer l'essai en bout de ligne, (6-14) à la 59e. Les Français se mettent ensuite à nouveau à la faute, permettant à Halfpenny de creuser l'écart, (6-17) à la 64e. L'équipe de France se lance alors dans plusieurs temps de jeu et finit par faire craquer la défense adverse, Dulin marquant l'essai le long de la ligne de touche. Lopez transforme en coin, (13-17) à la 68e. Les Gallois en difficulté réussissent passe une pénalité grâce à Halfpenny, (13-20) à la 73e. Les derniers assauts des Bleus n'y changeront rien, score final (13-20). Quatrième défaite de suite de la France face au pays de Galles.
| France · Titulaires · 15 Brice Dulin · 14 Yoann Huget · 13 Rémi Lamerat 17e · 12 Wesley Fofana 69e · 11 Sofiane Guitoune · 10 Camille Lopez · 9 Morgan Parra 52e · 8 Damien Chouly 73e · 7 Bernard Le Roux · 6 Thierry Dusautoir (cap.) · 5 Yoann Maestri · 4 Romain Taofifénua 61e · 3 Rabah Slimani 52e · 2 Guilhem Guirado 52e · 1 Eddy Ben Arous 52e · Remplaçants · 16 Benjamin Kayser 52e · 17 Uini Atonio 52e · 18 Vincent Debaty 52e · 9 Jocelino Suta 61e · 20 Loann Goujon 73e · 21 Sébastien Tillous-Borde 52e · 22 Rémi Talès 69e · 23 Mathieu Bastareaud 17e · Entraîneur · Philippe Saint-André |  |  | Pays de Galles · Titulaires · Leigh Halfpenny 15 · George North 14 · Joanthan Davies 13 · Jamie Roberts 12 · Liam Williams 11 · 74e Dan Biggar 10 · Rhys Webb 9 · Toby Faletau 8 · 69e (cap.) Sam Warburton 7 · Dan Lydiate 6 · Alun Wyn Jones 5 · 69e Luke Charteris 4 · 79e Samson Lee 3 · 69e Scott Baldwin 2 · 69e Gethin Jenkins 1 · Remplaçants · 69e Richard Hibbard 16 · 69e Paul James 17 · 79e Aaron Jarvis 18 · 69e Bradley Davies 19 · 69e Justin Tipuric 20 · Mike Phillips 21 · 74e Rhys Priestland 22 · Scott Williams 23 · Entraîneur · Warren Gatland |

### Irlande - Angleterre
(mt : 9 - 3)
Homme du match :  Robbie Henshaw
Points marqués :
- Irlande : 1 essai de Henshaw (52e) ; 1 transformation de Sexton (52e) ; 4 pénalités de Sexton (1re, 8e, 29e, 47e)
- Angleterre : 2 pénalités de Ford (58e, 67e) ; 1 drop de Ford (11e)

Évolution du score : 
Arbitre :  Craig Joubert
Résumé :
Dès le coup d'envoi du match, les Irlandais récupèrent le ballon, entrent dans le camp adverse et obtiennent une pénalité. Sexton se charge de la sentence (3-0). Les Irlandais effectuent ensuite une grosse domination pendant plusieurs minutes, leurs avants pilonnent la défense anglaise sur leur ligne d'en-but, cette dernière ne craque pas, mais se met à nouveau à la faute. Sexton creuse l'écart sur pénalité, (6-0) à la 8e. Les Anglais réagissent immédiatement et sur leur première incursion dans le camp irlandais, Ford passe un drop (6-3) à la 11e. Par la suite, aucune équipe ne prend le dessus sur l'autre, il faut attendre la 29e minute, pour voir Sexton passer une nouvelle pénalité, (9-3) score à la mi-temps.
En seconde période, le match est toujours aussi équilibré dans la possession du ballon et dans l'occupation du terrain, Sexton permet tout de même à son équipe de faire le break sur pénalité, (12-3) à la 47e minute. À la suite d'une grosse pression des Irlandais et alors qu'ils jouent dans les 22 mètres anglais, l'arbitre signale une pénalité en cours. Murray en profite pour tenter une chandelle dans l'en-but adverse, Henshaw prend le dessus sur Goode dans les airs et aplatit. Sexton transforme l'essai, (19-3) à la 52e. Cependant, le XV de la rose ne s'avoue pas vaincu et profite de la sortie de Sexton pour dominer la fin de match. Ford réduit l'écart sur pénalité à deux reprises, à la 58e et 67e, (19-9). Les Anglais jettent leurs dernières forces pour revenir au score, en vain. Score final (19-9). Le XV du trèfle met fin à une série de quatre défaites de suite face aux Anglais et reste la seule équipe invaincue dans ce tournoi.
| Irlande · Titulaires · 15 Rob Kearney · 14 Tommy Bowe · 13 Jared Payne 70e · 12 Robbie Henshaw · 11 Simon Zebo · 10 Jonathan Sexton 54e · 9 Conor Murray · 8 Jordi Murphy · 7 Sean O'Brien 24e · 6 Peter O'Mahony · 5 Paul O'Connell (cap.) · 4 Devin Toner 65e · 3 Mike Ross 57e · 2 Rory Best 73e · 1 Jack McGrath 58e · Remplaçants · 16 Sean Cronin 73e · 17 Cian Healy 58e · 18 Martin Moore 57e · 19 Iain Henderson 65e · 20 Tommy O'donnell 24e · 21 Eoin Reddan · 22 Ian Madigan 54e · 23 Felix Jones 70e · Entraîneur · Joe Schmidt |  |  | Angleterre · Titulaires · Alex Goode 15 · Anthony Watson 14 · 67e Jonathan Joseph 13 · Luther Burrell 12 · Jack Nowell 11 · George Ford 10 · 67e Ben Youngs 9 · Billy Vunipola 8 · (cap.) Chris Robshaw 7 · 61e James Haskell 6 · George Kruis 5 · 67e Dave Attwood 4 · Dan Cole 3 · 53e Dylan Hartley 2 · 65e Joe Marler 1 · Remplaçants · 53e Tom Youngs 16 · 65e Mako Vunipola 17 · Henry Thomas 18 · 67e Nick Easter 19 · 61e Tom Croft 20 · 67e Richard Wigglesworth 21 · Danny Cipriani 22 · 67e Billy Twelvetrees 23 · Entraîneur · Stuart Lancaster |

## Quatrième journée

### Galles - Irlande
(mt : 15 - 9)
Homme du match :  Sam Warburton
Points marqués :
- Galles : 1 essai de Scott Williams (61e) ; 5 pénalités de Halfpenny (2e, 7e, 11e, 13e, 74e) ; 1 drop de Biggar (33e)
- Irlande : 1 essai de pénalité (68e) ; 1 transformation de Sexton (69e) ; 3 pénalités de Sexton (17e, 29e, 36e)

Évolution du score : 3-0, 6-0, 9-0, 12-0, 12-3, 12-6, 15-6, 15-9, 20-9, 20-16, 23-16
Arbitre :  Steve Walsh
Résumé :
Les Gallois récupèrent leur propre coup d'envoi et mettent rapidement une forte pression sur la défense irlandaise, qui se met à la faute. Halfpenny la passe, (3-0) à la 2e. Le XV du poireau continue de monopoliser le ballon, s'installe dans le camp adverse et profite d'une succession de fautes irlandaises pour creuser l'écart grâce à trois nouvelles pénalités de leur buteur, (12-0) à la 13e. Les Irlandais réagissent, stoppent l'hémorragie et réduisent même l'écart grâce à deux pénalités de Sexton, (12-6) à la 29e. Mais les Gallois reprennent leur forcing et alors qu'ils ne sont que 14 contre 15 à la suite du carton jaune de Warburton, ils profitent d'une incursion dans le camp adverse, pour passer un drop par l'intermédiaire de Biggar, (15-6) à la 33e. Sexton sur pénalité réduit à nouveau l'écart, score à la mi-temps (15-9).
Le début de la seconde période est équilibré durant plusieurs minutes, puis les Irlandais vont imposer un gros défi physique aux Gallois, s'installant dans leurs 22 mètres, multipliant les phases de jeu, mais en vain. Ce sont même, les Gallois qui exploitent une de leurs rares offensives dans cette mi-temps, pour inscrire le premier essai du match grâce à Scott Williams qui profite d'un gros travail de ses avants, score (20-9) à la 61e. Le XV du trèfle ne s'avoue pas vaincu, et sur une touche à 5 mètres de la ligne d'en-but galloise, un maul se crée qui enfonce la défense rouge, qui se met à la faute sur la ligne. L'arbitre Steve Walsh accorde un essai de pénalité aux Irlandais, transformé par Sexton, (20-16) à la 69e. Halfpenny va ensuite creuser à nouveau l'écart sur pénalité, (23-16) à la 74e. Une dernière poussée des Irlandais pour venir chercher le match nul est vaine, score final (23-16). Avec cette défaite des Irlandais, il n'y aura pas de Grand Chelem cette année, le dernier remontant à 2012, accompli par le pays de Galles.
| Pays de Galles · Titulaires · 15 Leigh Halfpenny · 14 George North · 13 Jonathan Davies 77e à 80e · 12 Jamie Roberts 68e · 11 Liam Williams · 10 Dan Biggar · 9 Rhys Webb 59e · 8 Toby Faletau · 7 Sam Warburton (cap.) 27e à 37e · 6 Dan Lydiate 68e · 5 Alun Wyn Jones 71e · 4 Luke Charteris · 3 Samson Lee 12e · 2 Scott Baldwin 56e 78e · 1 Gethin Jenkins 40e · Remplaçants · 16 Richard Hibbard 56e 78e · 17 Rob Evans 40e · 18 Aaron Jarvis 12e · 19 Jake Ball 71e · 20 Justin Tipuric 68e · 21 Mike Phillips 68e · 22 Rhys Priestland · 23 Scott Williams 59e · Entraîneur · Warren Gatland |  | Irlande · Titulaires · Rob Kearney 15 · Tommy Bowe14 · Jared Payne 13 · Robbie Henshaw 12 · Simon Zebo 11 · 74e Jonathan Sexton 10 · 62e Conor Murray 9 · 71e Jamie Heaslip 8 · Sean O'Brien 7 · Peter O'Mahony 6 · (cap.) Paul O'Connell 5 · 62e Devin Toner 4 · 62e Mike Ross 3 · 62e Rory Best 2 · 56e Jack McGrath 1 · Remplaçants · 62e Sean Cronin 16 · 56e Cian Healy 17 · 62e Martin Moore 18 · 62e Iain Henderson 19 · 71e Jordi Murphy 20 · 62e Eoin Reddan 21 · 74e Ian Madigan 22 · Felix Jones 23 · Entraîneur · Joe Schmidt |

### Angleterre - Écosse
(mt : 10 - 13)
Homme du match :  Ben Youngs
Points marqués :
- Angleterre : 3 essais de Joseph (4e), Ford (43e) et Nowell (75e) ; 2 transformations de Ford (5e, 43e) ; 2 pénalités de Ford (25e, 50e)
- Écosse : 1 essai de Bennett (21e) ; 1 transformation de Laidlaw (22e) ; 2 pénalités de Laidlaw (29e, 38e)

Évolution du score : 7-0, 7-7, 10-7, 10-10, 10-13, 17-13, 20-13, 25-13
Arbitre :  Romain Poite
Résumé :
Dès le coup d'envoi, Burrell s'enfonce dans la défense écossaise, mais est stoppé par Hogg à quelques mètres de la ligne. Sur la deuxième offensive du XV de la rose, après une percée de l'ailier Nowell et un bon travail des avants, Ford sort le ballon du regroupement et transmet à Joseph qui se faufile dans la défense et marque le premier essai du match. Ford transforme, (7-0) à la 5e. Les Anglais continuent leur domination sur ce match, et à la 13e minute, Brown fait parler sa vitesse, mais est repris in extremis sous les poteaux par Hogg. Après cette entame de match compliquée pour les Écossais, ces derniers réagissent et à la suite d'une touche, enchaînent les temps de jeu et Bennett conclut cette action par un essai en bout de ligne. Laidlaw passe la transformation en coin, (7-7) à la 22e. Peu de temps après, Ford redonne l'avantage à son équipe sur pénalité, (10-7) à la 25e. Mais les Écossais sont les plus offensifs sur cette fin de première mi-temps, et grâce à deux pénalités de Laidlaw virent en tête à la pause, (10-13).
Dès le début de seconde période, les Anglais monopolisent le ballon et après plusieurs temps de jeu dans les 22 mètres écossais, Ford trouve l'ouverture et file marquer sous les poteaux, (17-13) à la 43e. Quelques minutes plus tard, l'ouvreur anglais va creuser l'écart sur pénalité, (20-13). S'ensuit une forte domination des Anglais, mais qui ne se concrétise pas au tableau d'affichage. Il faut attendre la 75e minute, pour voir évoluer le score, Ford trouve le poteau sur une pénalité, mais ses partenaires sont les plus véloces pour récupérer le ballon. Le jeu navigue dans les 22 mètres écossais et Nowell aplatit en bout de ligne. Score final (25-13). Le XV du chardon enchaîne une sixième défaite de suite face aux Anglais et n'a plus gagné à Twickenham depuis 1983.
| Angleterre · Titulaires · 15 Mike Brown 76e · 14 Anthony Watson · 13 Jonathan Joseph · 12 Luther Burrell · 11 Jack Nowell · 10 George Ford · 9 Ben Youngs 66e · 8 Billy Vunipola · 7 Chris Robshaw (cap.) · 6 James Haskell 66e · 5 Courtney Lawes · 4 Dave Attwood 50e · 3 Dan Cole 66e · 2 Dylan Hartley 50e · 1 Joe Marler 59e · Remplaçants · 16 Tom Youngs 50e · 17 Mako Vunipola 59e · 18 Kieran Brookes 66e · 19 Geoff Parling 50e · 20 Tom Wood 66e · 21 Richard Wigglesworth 66e · 22 Danny Cipriani 76e · 23 Billy Twelvetrees · Entraîneur · Stuart Lancaster |  | Écosse · Titulaires · Stuart Hogg 15 · Dougie Fife 14 · Mark Bennett 13 · 40e Matt Scott 12 · Tommy Seymour 11 · 71e Finn Russell 10 · (cap.) Greig Laidlaw 9 · 54e David Denton 8 · Blair Cowan 7 · 66e Rob Harley 6 · Jonny Gray 5 · 35e 40e 47e Jim Hamilton 4 · 54e Euan Murray 3 · 59e Ross Ford 2 · 59e Alasdair Dickinson 1 · Remplaçants · 59e Fraser Brown 16 · 59e Ryan Grant 17 · 54e Geoff Cross 18 · 35e 40e 47e Tim Swinson 19 · 66e Johnnie Beattie 20 · 54e Adam Ashe 21 · 71e Sam Hidalgo-Clyne 22 · 40e Greig Tonks 23 · Entraîneur · Vern Cotter |

### Italie - France
(mt : 0 - 9)
Homme du match :  Scott Spedding
Points marqués :
- France : 2 essais de Maestri (45e) et Bastareaud (80e) ; 2 transformations de Plisson (46e, 80e) ; 5 pénalités de Lopez (28e, 34e), Spedding (40e) et Plisson (41e, 57e)

Évolution du score : 0-3, 0-6, 0-9, 0-12, 0-19, 0-22, 0-29
Arbitre :  JP Doyle
Résumé :
Début de rencontre équilibré, marqué par beaucoup de fautes de mains, en partie dues à la pluie. Les Italiens ont tout de même l'occasion à deux reprises d'ouvrir le score sur pénalité, mais ni Allan ni son remplaçant Orquera ne parviennent à faire passer le ballon entre les poteaux. Il faut attendre la 28e minute, pour voir Lopez débloquer le score, grâce à une pénalité, (0-3). Les Italiens se mettent ensuite de plus en plus à la faute, permettant à Lopez et Spedding de passer chacun une pénalité, score à la mi-temps (0-9).
D'entrée de seconde période, Plisson qui a pris la place de Lopez blessé, passe une pénalité et permet à la France de creuser l'écart, (0-12) à la 41e. Peu de temps après, sur un ballon de récupération, Spedding attaque le premier rideau défensif, le franchit, avant de transmettre à Goujon qui fait entrer les Bleus dans les 22 mètres italiens. Le ballon sort rapidement du regroupement et termine le long de la ligne de touche, où Maestri file dans l'en-but inscrire le premier essai du match. Transformation de Plisson, (0-19) à la 46e. Les Français continuent de dominer cette seconde mi-temps et Plisson alourdit l'addition sur pénalité, (0-22) à la 57e minute. En fin de rencontre, les Français campent dans les 22 mètres italiens, multiplient les mêlées qui mettent à mal le pack italien. Dans les arrêts de jeu, sur le dernier ballon joué, Bastareaud passe en force et aplatit entre les poteaux. Plisson transforme, score final (0-29). 
| Italie · Titulaires · 15 Luke McLean · 14 Leonardo Sarto · 13 Luca Morisi · 12 Andrea Masi · 11 Giovanbattista Venditti · 10 Tommaso Allan 13e · 9 Edoardo Gori 72e · 8 Sergio Parisse (cap.) 74e · 7 Samuela Vunisa · 6 Francesco Minto · 5 Joshua Furno · 4 George Biagi 50e · 3 Dario Chistolini 50e · 2 Leonardo Ghiraldini 58e · 1 Matias Aguero 32e · Remplaçants · 16 Andrea Manici 58e · 17 Alberto De Marchi 32e · 18 Lorenzo Cittadini 50e · 19 Quintin Geldenhuys 50e · 20 Marco Barbini 74e · 21 Guglielmo Palazzani 72e · 22 Luciano Orquera 13e · 23 Enrico Bacchin · Entraîneur · Jacques Brunel |  | France · Titulaires · Scott Spedding 15 · Yoann Huget 14 · 69e Gaël Fickou 13 · Maxime Mermoz 12 · Noa Nakaitaci 11 · 40e Camille Lopez 10 · 63e Sébastien Tillous-Borde 9 · Loann Goujon 8 · Bernard Le Roux 7 · (cap.) Thierry Dusautoir 6 · 64e Yoann Maestri 5 · Alexandre Flanquart 4 · 50e Nicolas Mas 3 · 53e Guilhem Guirado 2 · 57e Eddy Ben Arous 1 · Remplaçants · 53e Benjamin Kayser 16 · 50e Rabah Slimani 17 · 57e Vincent Debaty 18 · 64e Romain Taofifénua 19 · Damien Chouly 20 · 63e Rory Kockott 21 · 40e Jules Plisson 22 · 69e Mathieu Bastareaud 23 · Entraîneur · Philippe Saint-André |

## Cinquième journée

### Italie - Galles
(mt : 13 - 14)
Homme du match :  Alun Wyn Jones
Points marqués :
- Italie : 2 essais de Venditti (24e) et Sarto (79e) ; 2 transformations de Orquera (26e, 80e) ; 2 pénalités de Haimona (1re) et Orquera (10e)
- Galles : 8 essais de Roberts (18e), Liam Williams (47e), George North (49e, 54e, 59e), Webb (66e), Warburton (68e) et Scott Williams (72e) ; 6 transformations de Biggar (47e, 50e, 55e, 59e, 69e, 73e) ; 3 pénalités de Halfpenny (7e, 12e) et Biggar (40e)

Évolution du score : 3-0, 3-3, 6-3, 6-6, 6-11, 13-11, 13-14, 13-21, 13-28, 13-35, 13-42, 13-47, 13-54, 13-61, 20-61
Arbitre :  Chris Pollock
Résumé :
Sur le coup d'envoi les Gallois se mettent à la faute, permettant à Haimona d'ouvrir le score sur pénalité dès la 1re minute, (3-0). Le pays de Galles met ensuite la main sur le ballon, s'installe dans le camp adverse et égalise sur pénalité par l'intermédiaire de Halfpenny (3-3) à la 7e. Les Italiens reprennent rapidement l'avantage grâce à une pénalité de Orquera (6-3), mais Halfpenny lui répond immédiatement et remet les deux équipes à égalité, (6-6) à la 12e. Puis les Gallois vont enchaîner les temps de jeu et alors qu'ils se trouvent dans les 22 mètres italiens, Halfpenny joue aux pieds à ras de terre dans l'en-but, Roberts se montre le plus rapide et aplatit, (6-11) à la 18e. Les Italiens réagissent vite et à la suite d'une touche dans le camp adverse, un maul se crée, qui entre dans les 22 mètres. Après plusieurs phases de jeu, Venditti s'extrait d'un regroupement et file dans l'en-but. Orquera transforme, (13-11) à la 26e. Il faut ensuite attendre la fin de première mi-temps pour voir le score évoluer, grâce à une pénalité de Biggar, permettant aux Gallois de rentrer aux vestiaires en tête au tableau d'affichage, (13-14).
Le début de seconde période est marqué par une forte domination des Gallois dans la possession de ballon et dans l'occupation du terrain. La défense italienne craque sur une pénalité rapidement jouée par le demi de mêlée Webb qui transmet à Liam Williams filant marquer l'essai sous les poteaux. Biggar transforme, (13-21) à la 47e. Deux minutes plus tard, sur un ballon joué aux pieds par les Italiens, Liam Williams récupère le ballon, transperce la défense adverse, puis transmet à George North qui termine sa course dans l'en-but. Biggar transforme, (13-28). L'équipe italienne va ensuite s'écrouler, encaissant deux nouveaux essais de North en peu de temps, (13-42) à la 59e. Le XV du poireau dans l'obligation de marquer le plus de points possibles afin de se donner la possibilité de remporter le Tournoi, multiplie les offensives et inscrit trois nouveaux essais dans ce match par Webb à la 66e, Warbuton à la 68e et Scott Williams à la 72e, score (13-61). Les Italiens vont un peu sauver l'honneur grâce à un essai de 60 mètres marqué par Sarto, transformé par Orquera. Score final (20-61), le contrat est rempli par les Gallois en attendant les matchs de L'Irlande et de l'Angleterre.
| Italie · Titulaires · 15 Luke McLean · 14 Leonardo Sarto · 13 Luca Morisi 73e · 12 Andrea Masi 52e à 62e · 11 Giovanbattista Venditti · 10 Kelly Haimona 4e · 9 Edoardo Gori 73e · 8 Samuela Vunisa 69e · 7 Mauro Bergamasco · 6 Francesco Minto · 5 Joshua Furno · 4 George Biagi 50e · 3 Martin Castrogiovanni (cap.) 50e · 2 Leonardo Ghiraldini 50e · 1 Michele Rizzo 50e · Remplaçants · 16 Andrea Manici 50e · 17 Alberto De Marchi 50e · 18 Dario Chistolini 50e · 19 Quintin Geldenhuys 50e 64e à 74e · 20 Robert Barbieri 69e · 21 Guglielmo Palazzani 73e · 22 Luciano Orquera 4e · 23 Enrico Bacchin 73e · Entraîneur · Jacques Brunel |  | Pays de Galles · Titulaires · 33e Leigh Halfpenny 15 · George North 14 · Jonathan Davies 13 · Jamie Roberts 12 · 70e Liam Williams 11 · Dan Biggar 10 · 70e Rhys Webb 9 · Toby Faletau 8 · (cap.) Sam Warburton 7 · 55e Dan Lydiate 6 · Alun Wyn Jones 5 · 73e Luke Charteris 4 · 73e Aaron Jarvis 3 · 55e Scott Baldwin 2 · 52e Rob Evans 1 · Remplaçants · 55e Ken Owens 16 · 52e Rhys Gill 17 · 73e Scott Andrews 18 · 73e Jake Ball 19 · 55e Justin Tipuric 20 · 70e Gareth Davies 21 · 70e Rhys Priestland 22 · 33e Scott Williams 23 · Entraîneur · Warren Gatland |

### Écosse - Irlande
(mt : 10 - 20)
Homme du match :  Sean O'Brien
Points marqués :
- Écosse : 1 essai de Russell (29e) ; 1 transformation de Laidlaw (30e) ; 1 pénalité de Laidlaw (17e)
- Irlande : 4 essais de O'Connell (4e), O'Brien (24e, 71e) et Payne (49e) ; 4 transformations de Sexton (5e, 25e, 50e) et Ian Madigan (71e) ; 4 pénalités de Sexton (9e, 33e, 44e, 61e)

Évolution du score : 7-0, 10-0, 3-17, 10-17, 10-20, 10-23, 10-30, 10-33, 10-40
Arbitre :  Jérôme Garcès
Résumé :
Le XV du trèfle connaissant le résultat préalable du pays de Galles, est dans l'obligation de l'emporter à Murrayfield avec au moins 21 points d'écart. Les Irlandais démarrent donc la rencontre le pied au plancher, mettant rapidement à mal la défense écossaise et entrant dans les 22 mètres adverses. Après plusieurs temps de jeu, O'Connell s'extirpe d'un regroupement au ras et aplatit dans l'en-but. Sexton transforme, (0-7) à la 5e. L'ouvreur irlandais va ensuite creuser l'écart sur pénalité, (0-10). Les Écossais vont marquer leurs premiers points du match sur une pénalité de Laidlaw, (3-10) à la 17e. Cependant, les Irlandais continuent leur domination et sur une touche dans le camp écossais, Toner se saisit du ballon dans les airs et le donne de mains en mains à O'Brien qui se faufile dans la défense et marque le deuxième essai de son équipe. Sexton transforme, (3-17) à la 25e. Les Écossais réagissent, entrent dans les 22 mètres irlandais sur une initiative de Hogg et de Scott. Sur un regroupement à quelques mètres de l'en-but, Laidlaw joue côté fermé vers Ashe, qui fait une passe sur un pas à Russell, ce dernier inscrivant l'essai. Laidlaw transforme, (10-17) à la 30e. Sexton va à nouveau creuser l'écart sur pénalité, (10-20) à la 33e. La fin de première période est à l'avantage du XV du chardon qui manque plusieurs occasions de marquer un nouvel essai, score à la mi-temps (10-20).
Dès le début de seconde période, les Irlandais effectuent une forte domination, Sexton passant une nouvelle pénalité, (10-23) à la 44e. Puis à la suite d'une succession de phases de jeu dans le camp écossais, Conor Murray sort le ballon d'un regroupement, transmet à Sexton qui croise sa course avec Payne, qui transperce la défense et file aplatir sous les poteaux. Sexton transforme, (10-30) à la 50e. Sexton va ensuite avoir besoin de trois pénalités pour réussir à donner un avantage de 23 points à la 61e. Puis à la suite d'une touche irlandaise à 5 mètres de la ligne d'en-but adverse, les rucks se multiplient, le ballon revient sur O'Brien, qui résiste à plusieurs défenseurs et allongent le bras pour inscrire un nouvel essai. Madigan transforme, score final (10-40). Les Irlandais réussissent à reprendre la première place du classement au détriment du pays de Galles, en attendant le match de l'Angleterre.
| Écosse · Titulaires · 15 Stuart Hogg · 14 Dougie Fife 11e 21e · 13 Mark Bennett 70e · 12 Matt Scott 69e · 11 Tommy Seymour · 10 Finn Russell · 9 Greig Laidlaw (cap.) 55e · 8 David Denton · 7 Blair Cowan · 6 Adam Ashe 55e · 5 Jonny Gray · 4 Jim Hamilton 52e · 3 Euan Murray 11e · 2 Ross Ford 52e · 1 Ryan Grant 31e · Remplaçants · 16 Fraser Brown 52e · 17 Alasdair Dickinson 31e · 18 Geoff Cross 11e 55e à 65e · 19 Tim Swinson 52e · 20 Rob Harley 55e · 21 Sam Hidalgo-Clyne 55e · 22 Greig Tonks 69e · 23 Tim Visser 11e 21e 70e · Entraîneur · Vern Cotter |  | Irlande · Titulaires · Rob Kearney 15 · Tommy Bowe 14 · Jared Payne 13 · Robbie Henshaw 12 · Luke Fitzgerald 11 · 70e Jonathan Sexton 10 · 79e Conor Murray 9 · Jamie Heaslip 8 · 72e Sean O'Brien 7 · Peter O'Mahony 6 · (cap.) Paul O'Connell 5 · 61e Devin Toner 4 · 45e Mike Ross 3 · 61e Rory Best 2 · 52e Cian Healy 1 · Remplaçants · 61e Sean Cronin 16 · 52e Jack McGrath 17 · 45e Martin Moore 18 · 61e Iain Henderson 19 · 72e Jordi Murphy 20 · 79e Eoin Reddan 21 · 70e Ian Madigan 22 · Felix Jones 23 · Entraîneur · Joe Schmidt |

### Angleterre - France
(mt : 27 - 15)
Homme du match : George Ford 
Points marqués :
- Angleterre : 7 essais de Ben Youngs (1re, 35e), Watson (30e), Ford (46e), Nowell (53e, 74e) et Billy Vunipola (63e) ; 7 transformations de Ford (3e, 30e, 36e, 46e, 54e, 63e, 75e) ; 2 pénalités de Ford (26e, 40e)
- France : 5 essais de Tillous-Borde (13e), Nakaitaci (17e), Mermoz (42e), Debaty (59e) et Kayser (65e) ; 2 transformations de Plisson (18e, 42e) ; 2 pénalités de Plisson (10e) et Kockott (51e)

Évolution du score : 7-0, 7-3, 7-8, 7-15, 10-15, 17-15, 24-15, 27-15, mt 27-22, 34-22, 34-25, 41-25, 41-30, 48-30, 48-35, 55-35.
Arbitre : Nigel Owens 
Résumé :
Le XV de la rose entame cette rencontre en sachant qu'il faut la gagner avec 26 points d'écart pour remporter ce Tournoi. Lors de la première action du match, Plisson effectue une passe imprécise, récupérée par les Anglais, qui exploitent cette possibilité en inscrivant le premier essai 
du match par l'intermédiaire de Ben Youngs. Ford transforme, (7-0) à la 3e minute. les Bleus réagissent, premièrement sur une pénalité de Plisson à la 11e et deuxièmement à la suite d'une récupération dans le camp français, Tillous-Borde marque un essai après avoir traversé le terrain, (7-8) à la 13e. Puis sur un nouveau ballon de récupération de Spedding, le jeu revient dans le camp anglais, le ballon sort jusqu'à l'aile où Nakaitaci file à l'essai. Plisson transforme, (7-15) à la 18e. Ford réduit l'écart sur pénalité, puis à la suite d'une percée de Ben Youngs au milieu de terrain, s'ensuit un regroupement d'où sort le ballon vers Watson qui aplatit dans l'en-but. Ford transforme, (17-15) à la 30e. Puis, sur une touche anglaise dans leurs 5 mètres, Ford la joue rapidement vers Joseph qui remonte tout le terrain et se fait stopper à quelques mètres de l'en-but français. Les Anglais obtiennent une pénalité, jouée rapidement par Brown qui transmet à Ben Youngs qui se faufile et marque sous les poteaux. Ford transforme, (24-15) à la 36e. L'ouvreur anglais passe une nouvelle pénalité dans les arrêts de jeu, score à la mi-temps (27-15).
La seconde période débute par une forte pression française, dans les 22 mètres adverse, Guirado transmet après contact à Mermoz qui marque l'essai sous les poteaux, transformé par Plisson, (27-22) à la 42e. 5 minutes plus tard, Ben Youngs part au ras d'un regroupement et donne à Ford qui aplatit à son tour, (34-22) à la 47e. Les Français restent au contact grâce à une pénalité de Kockott, cependant juste après, sur un jeu rapide de la charnière anglaise, Nowell marque un nouvel essai, transformé par Ford, (41-25) à la 54e. Mais les Français continuent de jouer et à la suite d'une remontée de ballon de Nakaitaci qui échappe à la défense, Debaty conclut par un essai une action de 80 mètres, (41-30). Malgré deux nouveaux essais anglais de Billy Vunipola et Nowell contre un côté Français de Kayser, le score final est de (55-35). Le XV de la rose ne parvient pas à remporter le Tournoi et laisse la victoire à l'Irlande, qui n'avait plus gagné seule deux Tournois de suite depuis les victoires de 1948 et 1949. 
| Angleterre · Titulaires · 15 Mike Brown · 14 Anthony Watson 62e · 13 Jonathan Joseph · 12 Luther Burrell 71e · 11 Jack Nowell · 10 George Ford · 9 Ben Youngs 71e · 8 Billy Vunipola · 7 Chris Robshaw (cap.) · 6 James Haskell 56e à 66e 67e · 5 Courtney Lawes · 4 Geoff Parling 67e · 3 Dan Cole 62e · 2 Dylan Hartley 52e · 1 Joe Marler 62e · Remplaçants · 16 Tom Youngs 52e · 17 Mako Vunipola 62e · 18 Kieran Brookes 62e · 19 Nick Easter 67e · 20 Tom Wood 67e · 21 Richard Wigglesworth 71e · 22 Danny Cipriani 62e · 23 Billy Twelvetrees 71e · Entraîneur · Stuart Lancaster |  | France · Titulaires · Scott Spedding 15 · Yoann Huget 14 · Gaël Fickou 13 · 71e Maxime Mermoz 12 · Noa Nakaitaci 11 · 71e Jules Plisson 10 · 48e Sébastien Tillous-Borde 9 · Loann Goujon 8 · Bernard Le Roux 7 · (cap.) Thierry Dusautoir 6 · 67e Yoann Maestri 5 · Alexandre Flanquart 4 · 47e Nicolas Mas 3 · 47e Guilhem Guirado 2 · 60e 78e Vincent Debaty 1 · Remplaçants · 47e Benjamin Kayser 16 · 47e 78e Rabah Slimani 17 · 60e Uini Atonio 18 · 67e Romain Taofifénua 19 · Damien Chouly 20 · 48e Rory Kockott 21 · 71e Rémi Talès 22 · 71e Mathieu Bastareaud 23 · Entraîneur · Philippe Saint-André |